# Martine Beswick
Martine Beswick (* 26. September 1941 in Port Antonio, Jamaika), auch Martine Beswicke, ist eine britisch-jamaikanische Schauspielerin.

## Leben
Beswick wurde als Tochter britischer Eltern in Jamaika geboren. Als Beswick acht Jahre alt war, ließen sich ihre Eltern scheiden, und im Alter von zwölf Jahren zog sie mit ihrer Mutter und Schwester nach England, um dort die Schule zu besuchen. Mit 13 Jahren begann sie sowohl Schauspielunterricht zu nehmen als auch den Beruf einer Sekretärin zu erlernen.
Einige Jahre später ging Beswick zurück nach Jamaika, um als Fotomodell zu arbeiten und an Schönheitswettbewerben teilzunehmen. Sie arbeitete für das Tourismusbüro Jamaikas, für das sie in Werbefilmen auftrat. Einige Filmaufnahmen Beswicks gelangten nach England in die Hände der Agentur MCA, die Beswick anbot, sich bei der Agentur vorzustellen. Beswick zog zurück nach England, und MCA brachte sie daraufhin für eine Filmrolle in dem ersten James-Bond-Film Dr. No ins Gespräch. Sie wurde jedoch wegen fehlender Schauspielerfahrung abgelehnt.
In der Folge gab der Regisseur Robert Hartford-Davies Beswick eine erste kleine Filmrolle als Barfrau in Saturday Night Out. Anschließend trat sie in dem zweiten Bond-Film Liebesgrüße aus Moskau als die Zigeunerin Zora auf, die mit ihrer Rivalin Vida (gespielt von der Miss Israel 1960 Aliza Gur) kämpfte. In der Eröffnungssequenz wurde sie jedoch fälschlicherweise als „Martin Beswick“ angegeben. Im nächsten Bond-Film des Regisseurs Terence Young unter dem Titel Feuerball trat sie als Paula Kaplan, die Gehilfin Bonds, auf. Da Beswick inzwischen lange nicht mehr in der Karibik gelebt hatte, musste sie für ihre Rolle zwei Wochen vor Drehbeginn Sonnenbäder nehmen, damit sie wie eine Einheimische aussah. In der Zwischenzeit hatte Beswick einige Auftritte in Fernsehserien.
In dem 1966 veröffentlichten Hammer-Film Eine Million Jahre vor unserer Zeit trat Beswick zusammen mit Raquel Welch und John Richardson auf, mit dem sie eine Beziehung begann. Ein Jahr später folgte mit Der Sklave der Amazonen ein weiterer, ähnlich angelegter Hammer-Film. Im Jahr 1966 spielte sie die Adelita in Damiano Damianis „politischem“ Italo-Western Töte Amigo an der Seite von Klaus Kinski und Gian Maria Volontè. 1968 zog Beswick nach Los Angeles, um dort mit Richardson zusammenzuleben. Ihre Beziehung endete jedoch Anfang der 1970er Jahre.
1971 trat sie noch einmal in einer Produktion der Hammer-Studios auf, und zwar in einer der Hauptrollen in Dr. Jekyll und Sister Hyde. Später war sie regelmäßig in Film- und Fernsehproduktionen zu sehen, so hatte sie zahlreiche Gastauftritte in Fernsehserien wie Mannix, Der Sechs-Millionen-Dollar-Mann, Fantasy Island, Hart aber herzlich, Ein Colt für alle Fälle, Falcon Crest und Sledge Hammer!.

## Filmografie (Auswahl)
- 1963: Liebesgrüße aus Moskau (From Russia with Love)
- 1964: Saturday Night Out
- 1965: Feuerball (Thunderball)
- 1966: Eine Million Jahre vor unserer Zeit (One Million Years B.C.)
- 1966: Töte Amigo (Quién sabe?)
- 1967: Der Sklave der Amazonen (Slave Girls)
- 1967: Das Penthouse (The Penthouse)
- 1967: John il bastardo
- 1968–1969: Ihr Auftritt, Al Mundy (It Takes a Thief, Fernsehserie, zwei Folgen)
- 1971: Dr. Jekyll und Sister Hyde (Dr. Jekyll and Sister Hyde)
- 1973: Ultimo tango a Zagarol
- 1974: Il bacio
- 1974: Die Herrscherin des Bösen (Seizure)
- 1975: Die Zwei mit dem Dreh (Switch, Fernsehserie, Folge 1x10 Kiss of Death)
- 1975–1976: Der Sechs-Millionen-Dollar-Mann (The Six Million Dollar Man, Fernsehserie, zwei Folgen)
- 1979: The Happy Hooker Goes Hollywood
- 1980: Melvin und Howard (Melvin and Howard)
- 1980: Hart aber herzlich (Hart to Hart, Fernsehserie, Folge 2x04 Hundeglück mit Folgen)
- 1981: Quincy (Quincy M.E., Fernsehserie, Folge 6x09 Mord im Museum)
- 1982: Ein Colt für alle Fälle (The Fall Guy, Fernsehserie, Folge 2x01 Die brasilianische Gräfin)
- 1982: Balboa (Stimme)
- 1985: Mode, Models und Intrigen (Cover Up, Fernsehserie, zwei Folgen)
- 1985: California Clan (Santa Barbara, Fernsehserie, zehn Folgen)
- 1985: Falcon Crest (Fernsehserie, Folge 5x05 Ingress & Egress)
- 1987: Sledge Hammer (Sledge Hammer!, Fernsehserie, Folge 1x16 Voll getroffen)
- 1987: Tornardo (Cyclone)
- 1987: Die Nacht der Schreie (From a Whisper to a Scream/The Offspring)
- 1989: Rohr frei für Familie Hollowhead – Life on the Edge (Meet the Hollowheads)
- 1990: Miami Blues
- 1990: Evil Spirits
- 1991: Trancers II
- 1992: Critters 4 – Das große Fressen geht weiter (Critters 4) (Stimme)
- 1992: Invasion of the Scream Queens
- 1993: Sargasso Sea – Im Meer der Leidenschaft (Wide Sargasso Sea)
- 1995: Der Pakt mit dem Dämon (Night of the Scarecrow)
- 1995: 100 Jahre Horror (100 Years of Horror)